# لوییس الکچو
لوییس الکچو (انگلیسی: Lluís Elcacho؛ زادهٔ ۶ ژانویهٔ ۱۹۶۴) بازیکن فوتبال اهل اسپانیا است.
از باشگاه‌هایی که در آن بازی کرده‌است می‌توان به باشگاه فوتبال رئال اویدو اشاره کرد.